# La Libertad (Francisco Morazán)
La Libertad es un municipio del departamento de Francisco Morazán en la República de Honduras.

## Toponimia
Su nombre procede del grito “¡Viva la libertad!” por parte de los habitantes debido a su sentimiento patriótico en el municipio.

## Límites
Está situado en la margen derecha de un riachuelo que nace en el Cerro de La Laguna.
| Orientación | Límite                                        |
| ----------- | --------------------------------------------- |
| Norte       | Municipio de San Miguelito, Francisco Morazán |
| Sur         | Municipio de San Francisco de Coray, Valle    |
| Este        | Municipio de San José, Choluteca              |
| Oeste       | Municipio de Curarén, Francisco Morazán       |

## Historia
Era una aldea de Alubarén.
En 1864 (marzo), le dieron categoría de municipio.
En 1889, en la División Política Territorial de 1889 era uno de los municipios del Distrito de Reitoca.

## División Política
Aldeas: 3 (2013)
Caseríos: 20 (2013)
| Código | Aldea                                |
| ------ | ------------------------------------ |
| 080701 | La Libertad (cabecera del municipio) |
| 080702 | El Pedrero                           |
| 080703 | Quebrachal                           |